# 심상각
심상각은 1969년 경북청송 출신으로 계명대학교 시민교육원창업대학 책임교수로 역임중이다(2021. 12~).
창업학박사이며, 주식회사 캔탑대표, 대구경북경영지도사협동조합 이사역을 맡고있으며, 계명대학교 글로벌창업대학교 벤처창업학과에서 창업유통론, 6차산업창업, 여성 및 실버시장 및 창업의 강의를 하고 있다.
1992년 8월부터 주식회사 대구백화점에서 23년 3개월간 관리자로 근무했으며, 마케팅, 점포관리, 식품분야 유통전문가이다.